# فرودگاه آبی بلایند چنل
فرودگاه آبی بلایند چنل (به انگلیسی: Blind Channel Water Aerodrome) یک فرودگاه همگانی است که یک باند فرود آب دارد. این فرودگاه در کشور کانادا قرار دارد و در ارتفاع ۰ متری از سطح دریا واقع شده‌است.